# Alopecosa saurica
Alopecosa saurica är en spindelart som beskrevs av Yuri M. Marusik 1995. Alopecosa saurica ingår i släktet Alopecosa och familjen vargspindlar.
Artens utbredningsområde är Kazakstan. Inga underarter finns listade i Catalogue of Life.